# B.A.T. Bantam
Pour les articles homonymes, voir Bantam.
Le BAT Bantam était un chasseur biplan monoplace fabriqué par la British Aerial Transport Co. Ltd. de Londres durant la Première Guerre mondiale.

## Développement
Dès son arrivée chez British Aerial Transport Company Frederick Koolhoven dessina un chasseur monoplace biplan compact possédant un fuselage à structure monocoque en bois. La particularité de cet appareil était d’avoir un plan supérieur venant affleurer le sommet du fuselage, la tête du pilote passant par une ouverture circulaire aménagée au milieu de l’aile. Pour permettre une certaine visibilité vers le bas les côtés du cockpit étaient également sensiblement incurvés. On trouvait des ailerons au plan supérieur comme au plan inférieur et le fuselage se terminait par une dérive assez petite et un gouvernail à compensation aérodynamique. Enfin cet appareil reposait sur un atterrisseur à large voie.  
L’appareil semblant présenter un certain potentiel une série prototype de 6 exemplaires fut commandée, mais trois cellules seulement furent achevées, les trois dernières (B9946, B9948 et B9949) étant abandonnées en cours de production.

## F.K.22 Bat
Le premier prototype (serial B9944) fut équipé d’un moteur en étoile ABC Mosquito de 120 ch et prit l’air en septembre 1917. Le moteur ABC Mosquito ne fut jamais au point et la cellule présentait de nombreux défauts. Cet appareil fut finalement passé au pilon.

## F.K.22/1 Bantam
Le second prototype (serial B9945) débuta ses essais avec un moteur en étoile ABC Wasp de 120 ch, rapidement remplacé par un 7 cylindres de 170 ch. Il fut ensuite modifié en F.K.22/2.

## F.K.22/2 Bantam II
Remotorisation du F.K.22/1 avec un moteur Gnome Monosoupape de 100 ch sous capot moteur couvrant les têtes de cylindres sous un capot carénant entièrement les têtes de cylindres. Cet appareil gagna le 19 janvier 1918 Martlesham Heath pour y subir ses essais officiels. Finalement remotorisé avec un Le Rhône 9J rotatif de 110 ch, il fut affecté à l’école centrale de pilotage d’Upavon.

## F.K.23 Bantam I
Le quatrième prototype F.K.22 (B9947) fit l’objet de nombreuses modifications avant livraison : Envergure réduite de 7,52  à   6,09 m pour une surface ramenée de 21,37 à 14,86 m2, empennage redessiné, modifications de conception bien que la structure en bois et le fuselage monocoque aient été conservés. Équipé d’un ABC Wasp I de 170 ch, il débuta ses essais en mai 1918, désigné Bantam I puisqu’équipé du même moteur que le F.K.22/1. Cet appareil se révéla très rapidement dangereux en vrille, vitesse et taux de roulis augmentant rapidement, ce qui rendait la sortie de vrille très difficile (W.M. Lamberton). Après deux accidents il apparut nécessaire de rectifier le problème. On s’aperçut alors que le centre de gravité de l’avion était situé trop en arrière. Le faible ratio entreplan/corde d’aile et l’absence de décalage entre plan supérieur et plan inférieur constituaient des facteurs aggravants.  
Douze exemplaires de série avaient été commandés (serial F1653/F1664). Ces appareils subirent donc un certain nombre de modifications : Cordes d’aile agrandies, dièdre au plan supérieur comme au plan inférieur, mâts d’entreplan en tubes d’acier, surfaces d’empennages agrandies. Le premier exemplaire fut livré au RAE de Farnborough le 26 juillet 1918. Ainsi modifié l’appareil se révéla rapide et très maniable, et il semble qu’un exemplaire ait été envoyé en France pour essais opérationnels. Mais le moteur Wasp se révéla beaucoup trop instable et sa production fut finalement abandonnée, ce qui entraina l’abandon du F.K.23. Les trois derniers exemplaires (F1662/F1664) ne furent pas achevés. Un exemplaire fut équipé d’un ABC Wasp II de 200 ch, permettant d’atteindre 235 km/h à 3 050 m avec un taux de montée nettement amélioré, mais il était trop tard : La guerre était achevée. 

## Après-guerre
Un F.K.23 fut envoyé aux États-Unis pour évaluation, testé à Wright Field avec le sérial A.S.94111/P-167, un autre cédé à la France pour évaluation. Devenus inutiles, les sept autres appareils passèrent sur le registre civil britannique avec des destins divers : 
- Le F1654 fut engagé dans le Derby Aérien 1919 avec l’immatriculation civile K-123 (Premier registre civil britannique), piloté par Clifford Prodger. Vendu ensuite à CPB Ogilvie, il aurait dû devenir G-EACN (Second registre civil britannique), mais ne devait plus voler. Il fut conservé par la Shuttleworth Collection (en), puis exposé à l'Aviodrome. Il est aujourd'hui exposé au Rijksmuseum d'Amsterdam[4].
- Le F1655 devint K-154 puis G-EAFM avant de s’écraser à Hendon (en) le 23 mars 1920.
- Le F1656 fut engagé dans le Derby Aérien 1919 avec l’immatriculation civile K-125 piloté par le Major C.Draper. L’immatriculation G-EACP lui fut réservée mais, faute d’acquéreur, il fut démantelé en 1921.
- Le F1657 fut immatriculé G-EAFN en juin 1919 par British Aerial Transport, immatriculation annulée un an plus tard.
- Le F1658 devint G-EAJW le 12 août 1919 et fut vendu aux Pays-Bas le 20 août 1921.
- Le F1659 fut immatriculé G-EAMM en septembre 1919 mais passé au pilon en 1920.
- Le F1661 devint G-EAYA le 7 juillet 1921. Acheté par Frederick Koolhoven courant 1923, il fut exporté aux Pays-Bas en 1924 avant de recevoir un moteur en étoile Armstrong-Siddeley Lynx de 200 ch avec lequel il aurait atteint 248 km/h[1].

## Sources
1. 1 2 3 4 5 6 7  Fighter aircraft of the 1914-1918 war
2. 1 2 3 4  Bruce Robertson
3. 1 2 3 4  William Green et Gordon Swanborough 1997
4. ↑  (en) « BAT FK 23 Bantam », sur AVIAZINE (consulté le 13 juillet 2024)